# Andre Gray
Andre Anthony Gray (Wolverhampton, 26 de junho de 1991) é um futebolista profissional inglês de ascendência jamaicana que atua como atacante. Atualmente joga pelo Karagümrük. 

## Carreira
Gray começou a carreira profissional no Shrewsbury Town. Em 5 de março de 2010, Gray foi emprestado ao Hinckley United. Gray retornou ao clube da conferência norte em junho de 2010, por onde assinou um contrato de 1 ano. Em 2012, foi emprestado ao Luton Town. No mesmo ano, Gray foi contratado definitivamente pelo mesmo clube. Dois anos depois, ele assinou um contrato de três anos com o Brentford. Em 2015, Gray foi vendido ao Burnley.
Em julho de 2022, Gray foi anunciado pelo Aris Thessaloniki.

## Vida Pessoal
Desde 2016, Gray namora a cantora britânica Leigh-Anne Pinnock. Em 2020, o casal anunciou o noivado. Em agosto de 2021, anunciaram o nascimento de filhas gêmeas: “Pedimos por um milagre e nos deram dois… Nossas pequenas estão aqui”.
Em junho de 2023, o casal revelou pelas redes sociais que se casaram numa cerimônia íntima na Jamaica.

## Títulos
Luton Town
- Conference National: 2013–14

Burnley
- EFL Championship: 2015–16

Fatih Karagumruk SK
- TFF 1. Lig: 2024 - 2025